# Kazimierz Blaschke

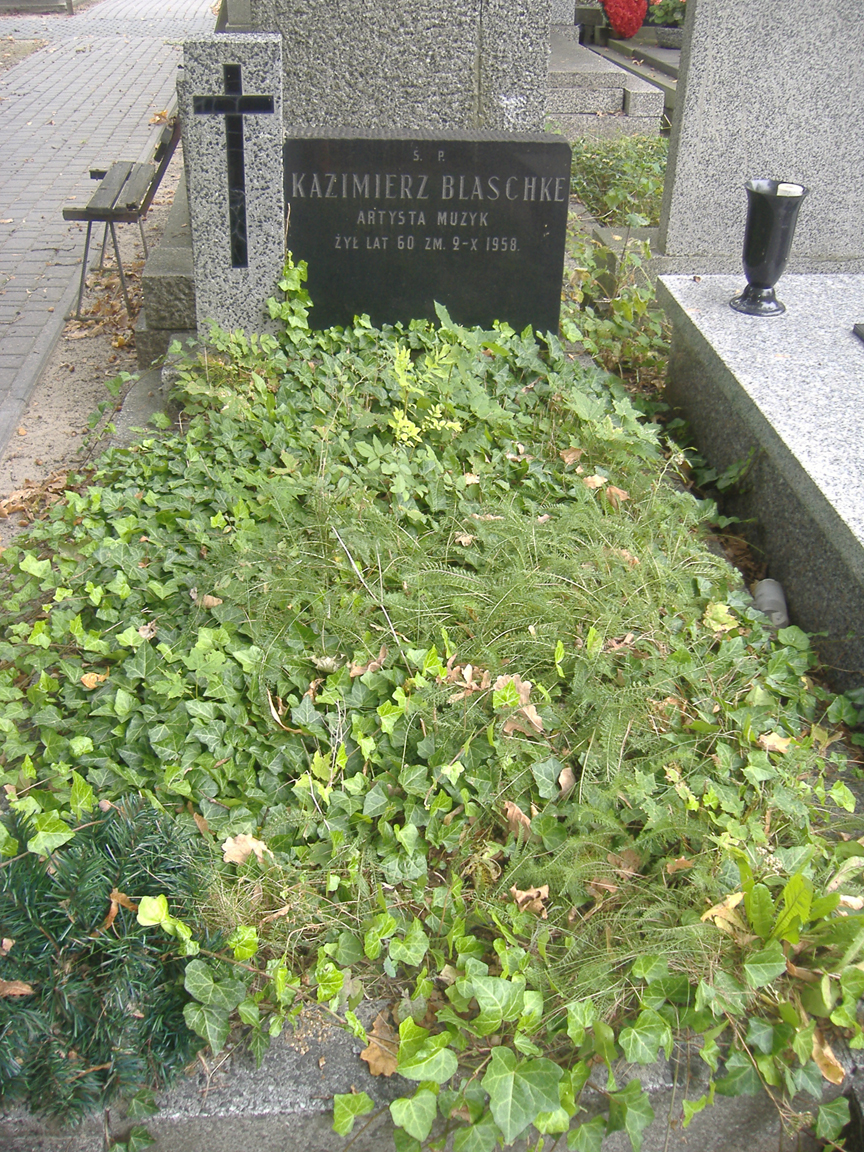
Grób Kazimierza Blaschke na Cmentarzu Powązkowskim (2011)

Kazimierz Blaschke (ur. 3 marca 1898 w Stryju, zm. 2 października 1958 w Warszawie) – polski wiolonczelista, dyrygent orkiestr kameralnych i chórów, pedagog.

## Życiorys
Kazimierz Blaschke był wnukiem Józefa Blaschke, znanego krakowskiego dyrygenta i profesora. Kształcił się w grze na wiolonczeli pod kierunkiem Bolesława Kopystyńskiego w Krakowie oraz w Konservatoriums für Musik w Erfurcie pod okiem Juliusa Klengela.
Był dyrygentem orkiestry Warszawskiego Towarzystwa Muzycznego oraz profesorem w Konserwatorium Muzycznym Pomorskiego Towarzystwa Muzycznego w Toruniu i Szkole Muzycznej Ociemniałych przy Instytucie Głuchoniemych i Ociemniałych w Warszawie. Występował jako solista Państwowej Opery Warszawskiej. Współpracował z Leonem Schillerem. Wspólnie z pianistą Zbigniewem Dymmkiem koncertował m.in. w Anglii i Kanadzie. Od 1928 grał w orkiestrach opery i filharmonii w Warszawie. Był też dyrygentem zespołu kameralnego pod nazwą Oktet Blaschke oraz chóru Drużyna Śpiewacza. Uczył w Wyższej Szkole Muzycznej im. Fr. Chopina. Po drugiej wojnie światowej grał w orkiestrach filharmonii i opery. Uczył też w średnim szkolnictwie muzycznym. 